# ساواو كاتو
ساواو كاتو (Sawao Kato) هو لاعب أولمبي لرياضة الجمباز من اليابان. شارك في الأولمبياد الصيفي في 1968–1976، وفاز بما مجموعه 12 ميدالية.

## الميداليات
| ذهب | فضة | برونز | المجموع |
| 8   | 3   | 1     | 12      |

## روابط خارجية
- ساواو كاتو على موقع الاتحاد الدولي للجمباز (licence) (الإنجليزية)
- ساواو كاتو على موقع الاتحاد الدولي للجمباز (biography) (الإنجليزية)
- ساواو كاتو على موقع اللجنة الأولمبية الدولية (الإنجليزية)
- ساواو كاتو على موقع أوليمبيديا (الإنجليزية)